# Завадка (Стрижівський повіт)
Завадка (пол. Zawadka) — село в Польщі, у гміні Стрижів Стрижівського повіту Підкарпатського воєводства.
Населення — 357 осіб (2011).

## Історія
Через село проходить повітова дорога, що з’єднує повітові міста Стрижів і Ропчице, а також комунальна дорога, що сполучає населені пункти Навсе і Гродзисько.
У останній чверті XVI століття село належало монастирю цистерціанців у Копшивницях, що в Сандомирському воєводстві. 
У 1975–1998 роках населений пункт адміністративно входив до Жешувського воєводства.
У селі, в ставку Мошків, бере початок річка Завадка.
Вірні Римо-Католицької Церкви належать до парафії Гродзисько в Стрижівському деканаті Жешувської дієцезії.
Завадка — невеликий населений пункт, де переважає ремонтно-будівельна господарська діяльність; працює транспортна фірма з послугами земляних робіт та два магазини. 
У селі була початкова школа, але її ліквідували. У населеному пункті діють Коло господинь сільських, Охоронна добровільна пожежна дружина з молодіжною групою та Товариство розвитку села: Гродзисько, Ружанка, Завадка.
У селі також розташована вітрова електростанція.
У 1975-1998 роках село належало до Ряшівського воєводства.

## Демографія
Демографічна структура станом на 31 березня 2011 року:
|          | Загалом | Допрацездатний вік | Працездатний вік | Постпрацездатний вік |
| -------- | ------- | ------------------ | ---------------- | -------------------- |
| Чоловіки | 180     | 55                 | 105              | 20                   |
| Жінки    | 177     | 40                 | 92               | 45                   |
| Разом    | 357     | 95                 | 197              | 65                   |